# IAAF Road Race Label Events 2011
Navigation
Édition précédente Édition suivante
Les courses sur route à labels de l'IAAF 2011 (en anglais : IAAF Road Race Label Events) sont des compétitions d'athlétisme régies par l'IAAF. Le circuit regroupe les meilleures compétitions mondiales hors-stade dans les épreuves du marathon, du semi-marathon ainsi que d'autres courses sur route sur des distances allant de 5 à 20 kilomètres.

## Label d'or
Les épreuves classées en première catégorie sous le nom de Courses Label d’Or IAAF (en anglais : IAAF Gold Label Road Races) sont les suivantes en 2011 :
- Épreuves faisant également partie du circuit des World Marathon Majors

| Date         | Epreuves                              | Distance   | Vainqueur Homme            | Vainqueur Femme          |
| ------------ | ------------------------------------- | ---------- | -------------------------- | ------------------------ |
| 2 janvier    | Marathon de Xiamen Xiamen             | 42,195 km  | Robert Kipkorir Kipchumba  | Amane Gobena             |
| 16 janvier   | Marathon de Bombay Bombay             | 42,195 km  | Girma Assefa               | Koren Jelela             |
| 27 février   | Marathon de Tokyo Tokyo               | 42,195 km  | Hailu Mekonnen             | Noriko Higuchi           |
| 27 février   | World’s Best 10K San Juan             | 10 km      | Sammy Kirop Kitwara        | Sentayehu Ejigu          |
| 6 mars       | Marathon du lac Biwa Ōtsu             | 42,195 km  | Wilson Kipsang             | —                        |
| 20 mars      | Marathon de Séoul Séoul               | 42,195 km  | Abderrahim Goumri          | Robe Guta                |
| 20 mars      | Marathon de Rome Rome                 | 42,195 km  | Dickson Kiptolo Chumba     | Firehiwot Dado           |
| 20 mars      | Semi-marathon de Lisbonne Lisbonne    | 21,0975 km | Zersenay Tadese            | Aberu Kebede             |
| 2 avril      | Semi-marathon_de_Prague Prague        | 21,0975 km | Philemon Kimeli Limo       | Lydia Cheromei           |
| 10 avril     | Marathon de Paris Paris               | 42,195 km  | Benjamin Kolum Kiptoo      | Priscah Jeptoo           |
| 17 avril     | Marathon de Londres Londres           | 42,195 km  | Emmanuel Kipchirchir Mutai | Mary Jepkosgei Keitany   |
| 18 avril     | Marathon de Boston Boston             | 42,195 km  | Geoffrey Kiprono Mutai     | Caroline Cheptanui Kilel |
| 8 mai        | Marathon de Prague Prague             | 42,195 km  | Benson Kipchumba Barus     | Lydia Cheromei           |
| 15 mai       | Great Manchester Run Manchester       | 10 km      | Haile Gebrselassie         | Helen Clitheroe          |
| 6 juin       | World 10K Bangalore Bangalore         | 10 km      | Philemon Kimeli Limo       | Dire Tune                |
| 31 juillet   | Semi-marathon de Bogota Bogota        | 21,0975 km | Geoffrey Kiprono Mutai     | Joyce Chepkirui          |
| 18 septembre | Great North Run Newcastle-upon-Tyne   | 10 km      | Martin Irungu Mathathi     | Lucy Wangui Kabuu        |
| 25 septembre | Marathon de Berlin Berlin             | 42,195 km  | Patrick Makau Musyoki      | Florence Jebet Kiplagat  |
| 25 septembre | Semi-marathon de Lisbonne Lisbonne    | 21,0975 km | Silas Kipngetich Sang      | Mary Jepkosgei Keitany   |
| 9 octobre    | Marathon de Chicago Chicago           | 42,195 km  | Moses Cheruiyot Mosop      | Ejegayehu Dibaba         |
| 16 octobre   | Marathon de Pékin Pékin               | 42,195 km  | Francis Kiprop             | Wei Xiaojie              |
| 30 octobre   | Great South Run Portsmouth            | 10 Meilen  | Leonard Patrick Komon      | Aselefech Mergia         |
| 30 octobre   | Marathon de Francfort Francfort       | 42,195 km  | Wilson Kipsang             | Mamitu Daska             |
| 6 novembre   | Marathon de New York New York         | 42,195 km  | Geoffrey Kiprono Mutai     | Firehiwot Dado           |
| 27 novembre  | Semi-marathon de Dehli (en) New Delhi | 21,0975 km | Lelisa Desisa              | Lucy Wangui Kabuu        |
| 4 décembre   | Marathon de Fukuoka Fukuoka           | 42,195 km  | Josphat Muchiri Ndambiri   | —                        |

## Label d'argent
Les épreuves classées en deuxième catégorie sous le nom de Courses Label d’Argent IAAF (en anglais : IAAF Silver Label Road Races) sont les suivantes en 2011 :
| Date         | Epreuve                                        | Distance   | Vainqueur Homme                                                 | Vainqueur Femme                                                 |
| ------------ | ---------------------------------------------- | ---------- | --------------------------------------------------------------- | --------------------------------------------------------------- |
| 30 janvier   | Marathon d’Osaka Osaka                         | 42,195 km  | –                                                               | Yukiko Akaba                                                    |
| 6 février    | Beppu-Ōita Marathon Ōita                       | 42,195 km  | Ahmed Baday                                                     | Chiyuki Mochizuki                                               |
| 6 février    | Semi-marathon de Marugame Marugame             | 21,0975 km | Samuel Ndungu Wanjiku                                           | Kayoko Fukushi                                                  |
| 18 février   | Semi-marathon de Ras el Khaïmah Ras el Khaïmah | 21,0975 km | Deriba Merga                                                    | Mary Jepkosgei Keitany                                          |
| 20 février   | Marathon de Yokohama Yokohama                  | 42,195 km  | –                                                               | Yoshimi Ozaki                                                   |
| 13 mars      | Marathon de Nagoya Nagoya                      | 42,195 km  | annulé à cause du Séisme de 2011 de la côte Pacifique du Tōhoku | annulé à cause du Séisme de 2011 de la côte Pacifique du Tōhoku |
| 10 avril     | Marathon de Rotterdam Rotterdam                | 42,195 km  | Wilson Kwambai Chebet                                           | Philes Moora Ongori                                             |
| 17 avril     | Marathon de Madrid Madrid                      | 42,195 km  | Moses Kimeli Arusei                                             | Desta Girma                                                     |
| 24 avril     | Semi-marathon de Yangzhou Yangzhou             | 21,0975 km | Deriba Merga                                                    | Mare Dibaba                                                     |
| 28 mai       | Ottawa 10K Road Race Ottawa                    | 10 km      | Deriba Merga                                                    | Dire Tune                                                       |
| 29 mai       | Marathon d'Ottawa Ottawa                       | 42,195 km  | Laban Moiben                                                    | Kebebush Haile                                                  |
| 4 juin       | Freihofer's Run for Women Albany               | 5 km       | –                                                               | Mamitu Daska                                                    |
| 10 septembre | Grand Prix de Prague Prague                    | 10 km      | Philemon Kimeli Limo                                            | –                                                               |
| 16 octobre   | Marathon de Toronto Toronto                    | 42,195 km  | Kenneth Mburu Mungara                                           | Koren Jelela                                                    |
| 16 octobre   | Dam tot Damloop Amsterdam                      | 10 miles   | Leonard Patrick Komon                                           | Priscah Jepleting Cherono                                       |
| 16 octobre   | Marathon d'Istanbul Istanbul                   | 42,195 km  | Vincent Kiplagat Kiptoo                                         | Alemitu Abera                                                   |
| 16 octobre   | Marathon de Gyeongju Gyeongju                  | 42,195 km  | Wilson Loyanae Ekupe                                            | Lim Kyung-hee                                                   |
| 23 octobre   | Marathon de Chuncheon Chuncheon                | 42,195 km  | Stanley Kipleting Biwott                                        | Oh Jung-hee                                                     |
| 23 octobre   | Marathon de Venise Venise                      | 42,195 km  | Tadese Tolesa                                                   | Helena Loshanyang Kirop                                         |
| 30 octobre   | Course Marseille-Cassis Marseille              | 20,308 km  | Atsedu Tsegay                                                   | Lydia Cheromei                                                  |
| 6 novembre   | JoongAng Seoul Marathon Séoul                  | 42,195 km  | James Kipsang Kwambai                                           | Choi Kyung-hee                                                  |
| 13 novembre  | Marathon de Turin Turin                        | 42,195 km  | Abdelaziz Ennaji El Idrissi                                     | Julija Ruban                                                    |
| 20 novembre  | Marathon de Yokohama Yokohama                  | 42,195 km  | –                                                               | Ryōko Kizaki                                                    |
| 4 décembre   | Marathon de Singapour Singapour                | 42,195 km  | Charles Mwai Kanyao                                             | Irene Jerotich Kosgei                                           |
| 31 décembre  | San Silvestre Vallecana Madrid                 | 10 km      | Hagos Gebrhiwet                                                 | Tirunesh Dibaba                                                 |

## Label de bronze
Les épreuves classées en troisième catégorie sous le nom de Courses Label de bronze IAAF (en anglais : IAAF Bronze Label Road Races) sont les suivantes en 2011 :
| Date         | Epreuve                                                    | Distance   | Vainqueur Homme       | Vainqueur Femme    |
| ------------ | ---------------------------------------------------------- | ---------- | --------------------- | ------------------ |
| 8 avril      | Marathon de Pyongyang Pyongyang                            | 42,195 km  | Oleg Marussin         | Ro Un-ok           |
| 8 avril      | Great Ireland Run Dublin                                   | 10 km      | Jesús España          | Charlotte Purdue   |
| 8 avril      | Marathon Alexandre le Grand Thessalonique                  | 42,195 km  | Peter Kipyator Biwott | Sisay Measo        |
| 8 mai        | Marathon de Düsseldorf Düsseldorf                          | 42,195 km  | Nahashon Kimaiyo      | Merima Mohammed    |
| 25 juin      | Corrida de Langueux Langueux                               | 10 km      | Atsedu Tsegay         | Meriem Wangari     |
| 11 septembre | Semi-marathon Auray – Vannes Auray - Vannes                | 21,0975 km | Evans Kosgei          | Rose Chelimo       |
| 25 septembre | Singelloop Utrecht Utrecht                                 | 10 km      | Philip Kiprono Langat | Winnie Jepkemoi    |
| 9 octobre    | 20 km de Paris Paris                                       | 20 km      | John Nzau Mwangangi   | Sarah Chepchirchir |
| 16 octobre   | Marathon de Reims Reims                                    | 42,195 km  | Demssew Tsega         | Julia Mumbi Muraga |
| 20 novembre  | Zevenheuvelenloop Nimègue                                  | 15 km      | Haile Gebrselassie    | Waganesh Mekasha   |
| 20 novembre  | Semi-marathon de Boulogne-Billancourt Boulogne-Billancourt | 21,0975 km | Sentayehu Merga       | Goitetom Haftu     |
| 27 novembre  | Marathon de La Rochelle La Rochelle                        | 15 km      | John Kipkorir Komen   | Ture Chaltu        |
| 27 novembre  | Marathon de Florence Florence                              | 21,0975 km | Birhanu Bekele        | Asha Gigi          |
| 27 novembre  | Marathon de Beyrouth Beyrouth                              | 42,195 km  | Tariku Jufar          | Seada Kedir        |

## Liens
- Site Officiel